# Bob Filner
Robert Earl "Bob" Filner, född 4 september 1942 i Pittsburgh i Pennsylvania, död 20 april 2025 i Costa Mesa i Kalifornien, var en amerikansk demokratisk politiker. Han var ledamot av USA:s representanthus 1993–2012 och San Diegos borgmästare 2012–2013. Han var ordförande i representanthusets veteranutskott 2007–2011.
Filner avlade 1963 kandidatexamen vid Cornell University. Han avlade sedan 1969 masterexamen vid University of Delaware och 1973 doktorsexamen vid Cornell University. Han undervisade länge i historia vid San Diego State University.
Filner blev invald i representanthuset i kongressvalet 1992. Han omvaldes nio gånger. Han valdes till borgmästare i San Diego 2012 men var tvungen att avgå redan i början av mandatperioden på grund av att han hade gjort sig skyldig till sexuella trakasserier. Han dömdes senare till tre månaders husarrest. 
Filner var två gånger frånskild och far till två barn i första äktenskapet.